# Cratichneumon declinans
Cratichneumon declinans är en stekelart som först beskrevs av Joseph Kriechbaumer 1897.  Cratichneumon declinans ingår i släktet Cratichneumon och familjen brokparasitsteklar. Inga underarter finns listade i Catalogue of Life.